# حزب دموکرات (ایالات متحده آمریکا)
حزب دموکرات ایالات متحده آمریکا (به انگلیسی: Democratic Party) یکی از دو حزب بزرگ از احزاب سیاسی معاصر در ایالات متحده در کنار حزب جمهوری‌خواه ایالات متحده آمریکا می‌باشد. دموکرات‌ها پس از انتخابات سراسری سال ۲۰۱۸ موفق به کسب اکثریت مجلس نمایندگان شدند. آخرین رئیس‌جمهور دموکرات آمریکا جو بایدن است که در انتخابات ریاست‌جمهوری سال ۲۰۲۰ برگزیده شد.
حزب دموکرات ایالات متحده آمریکا در سال ۱۸۲۸ بنیان‌گذاری شده و قدیمی‌ترین حزب فعال در جهان است.
لوگوی متداول این حزب، الاغ است که ریشه در نام خانوادگی اندرو جکسون نخستین رئیس‌جمهور دموکرات ایالات متحده آمریکا دارد. مخالفان جکسون به خاطر سرسختی اندرو جکسون او را جک‌اس (jackass) به معنی خر نر و آدم احمق خطاب می‌کردند. با این حال، دموکرات‌ها مفاهیم عامه پسند را دوست داشتند و این تمسخر را پذیرفتند، بنابراین این تصویر تداوم یافت و تکمیل شد. در ادامه کاریکاتورهای توماس نست از سال ۱۸۷۰ در مجله هارپر تأثیر به سزایی در انتخاب لوگو الاغ داشت.

## تاریخچه

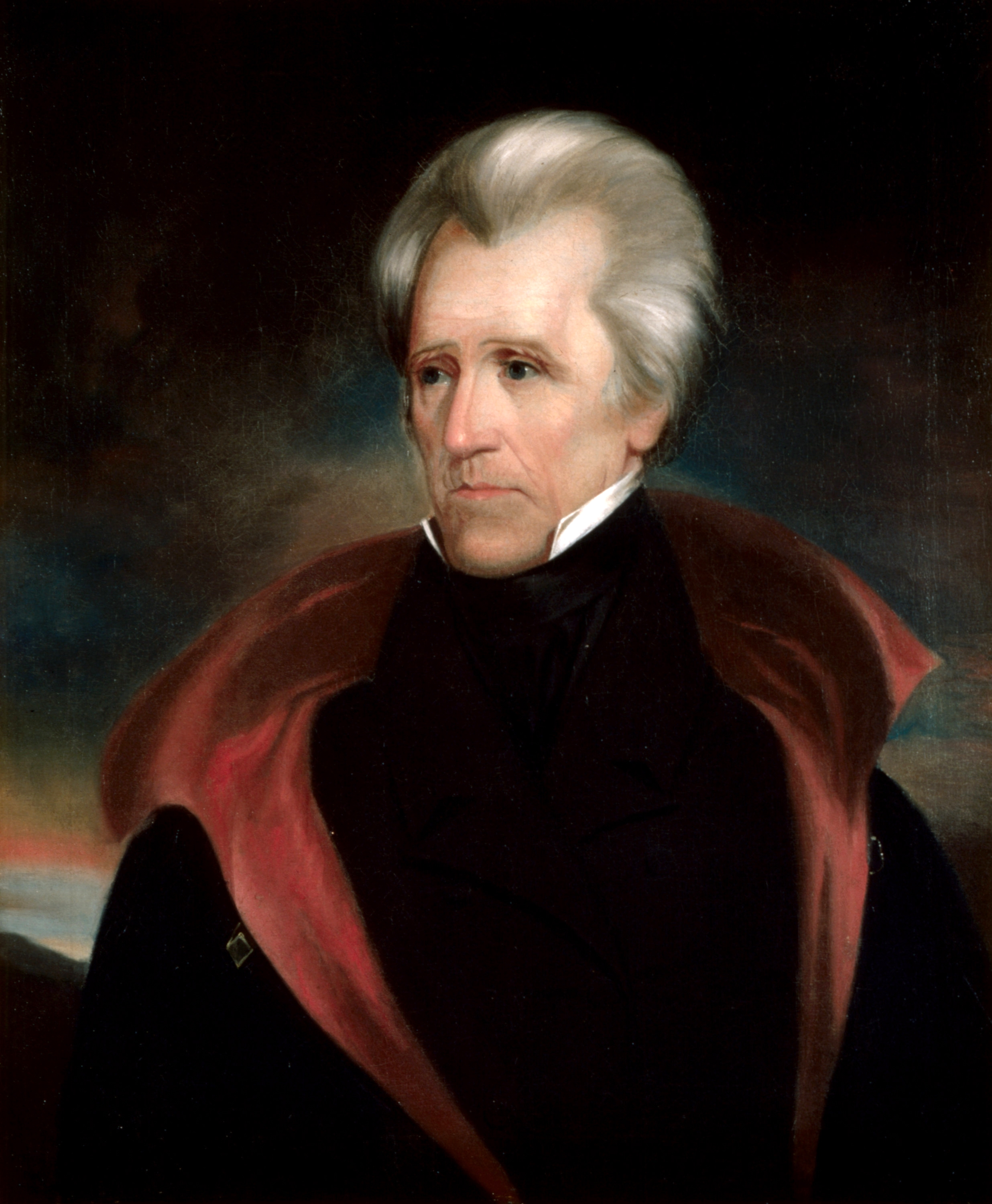
به‌طور کلی اندرو جکسون به عنوان اولین رئیس‌جمهور دموکرات ایالات متحده مطرح می‌شود.

### سال‌های آغازین
سنگ بنای حزب دموکرات در سال ۱۷۹۲ گذاشته شد. در این سال توماس جفرسون یک جناح در کنگره تشکیل داد که وظیفه آن دفاع از «منشور حقوق» (Bill of Rights) بود.
حزب جمهوریخواهان دموکراتیک (حزب دموکرات بعدی) از همان ابتدا با استقبال ایالت‌های جنوبی روبرو گشت و این منطقه تا سالیان طولانی دژ تسخیر ناپذیر جانشینان جفرسون به‌شمار می‌آمد. در انتخابات ریاست‌جمهوری ایالات متحده آمریکا سال ۱۸۰۰ توماس جفرسون که در حکومت ۴ ساله جان آدامز فدرالیست، سمت معاون ریاست جمهوری را بر عهده داشت، به پیروزی دست یافت بدین ترتیب دوران طلایی حکومت جمهوریخواهان دموکرات آغاز گشت. این دوران تقریباً ۶۰ سال، به استثناء چند مقطع کوتاه، تا تأسیس حزب جمهوریخواه در دهه ۱۸۵۰ ادامه یافت. در این مدت ۹ رئیس‌جمهور از ۱۲ رئیس‌جمهور، از حزب جمهوریخواه دموکراتیک و جانشین آن حزب دموکرات برگزیده شدند و مجموعاً ۴۸ سال نامزدهای این حزب در کاخ سفید حکومت کردند.
پس از جفرسون، ۲ تن دیگر از رهبران حزب جمهوریخواهان دموکراتیک به مدت ۱۶ سال حکومت کردند. جیمز مدیسون و جیمز مونرو هر یک دو دوره در کاخ سفید حضور داشتند و به تحکیم مبانی فکری و عملی جفرسون همت گماشتند.
بیشتر طرفداران این حزب چهره‌های آکادمیک هستند. بیشتر اساتیدی که در رشته علوم انسانی و علوم اجتماعی فعالیت می‌کنند دارای تمایلات لیبرال هستند و استادان حوزه تجارت تمایلات محافظه‌کارانه دارند. همچنین جوانان به خاطر باورهای لیبرال بیشتر جذب این حزب می‌شوند.

### عصر دوحزبی

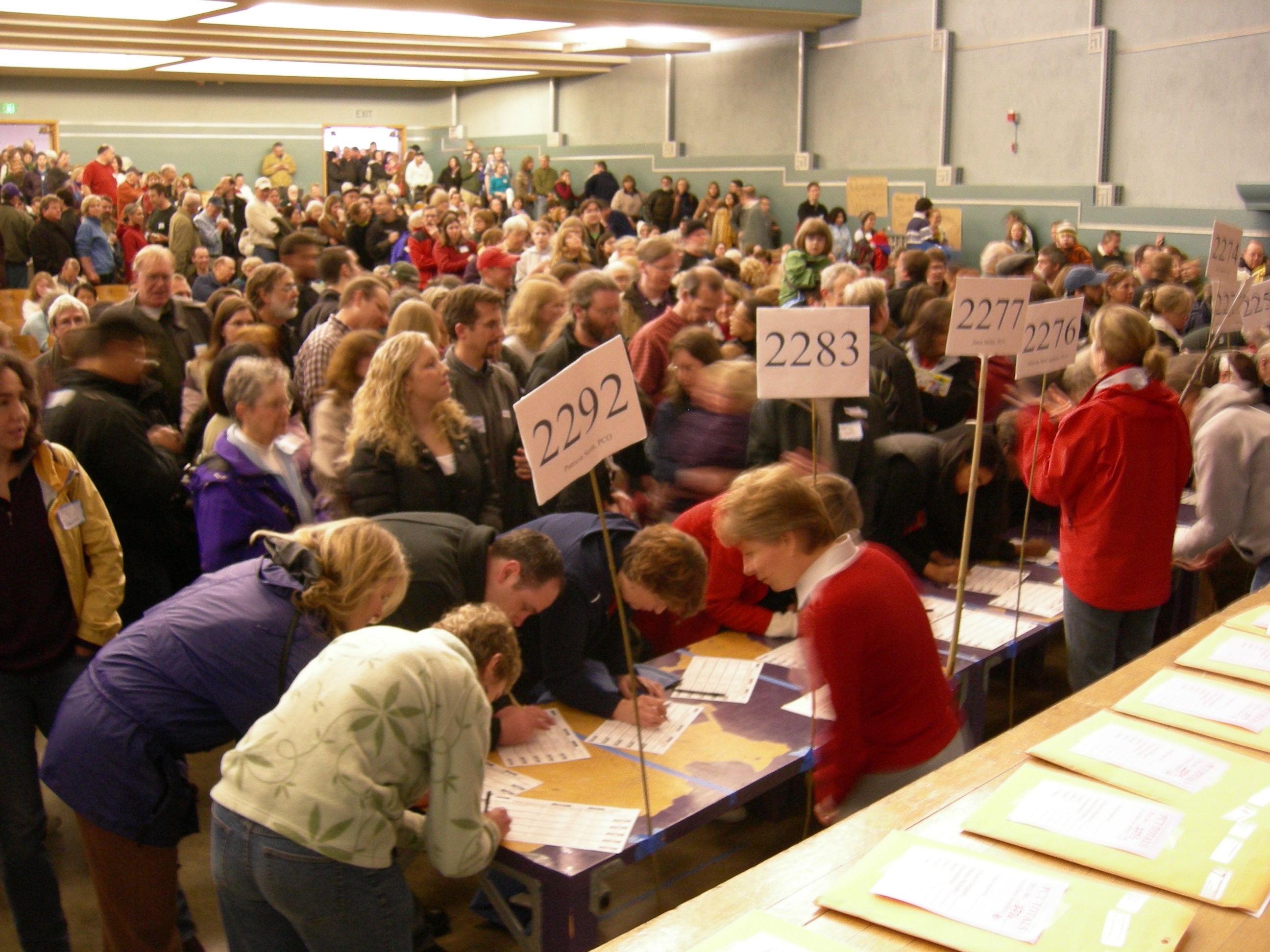
یک گردهمایی Caucus این حزب

انتخابات سال ۱۸۲۴ فصل جدیدی را در تاریخ احزاب ایالات متحده به‌دنبال آورد. در این انتخابات و در غیاب حزب فدرالیست، ۴ تن از شخصیت‌های برجسته حزب جمهوریخواه دموکراتیک خود را نامزد پست ریاست جمهوری کردند.
بدنبال بروز شکاف در داخل حزب جمهوریخواهان دموکراتیک، جان کوینزی آدامز رئیس‌جمهور منتخب توسط مجلس نمایندگان ایالات متحده آمریکا و هنری کلی، وزیر خارجه به همراه دیگر فدرالیست‌های قدیمی، حزب «جمهوریخواهان ملی» (The Natioal Republican Party) را به‌وجود آوردند. در مقابل جکسون با پشتیبانی توده مردم به بازسازی ساختار حزب جمهوریخواه دموکراتیک پرداخت و نخستین کنوانسیون حزبی را در تاریخ ایالات متحده برگزار کرد. وی با ارائه یک بیانیه حزبی (Platform) به انسجام درونی حزب پرداخت و به دلیل حمایت گسترده عمومی به عنوان رهبر حزب برگزیده شد. فعالیت حزبی ۴ ساله جکسون در انتخابات ریاست جمهوری سال ۱۸۲۸ به ثمر نشست و وی توانست با کسب ۱۷۸ رأی مجمع انتخاباتی در مقابل ۸۳ رای، جان کوینزی آدامز و فدرالیست‌های کهنه‌کار را قاطعانه شکست دهد.
درخلال دوره اول ریاست جمهوری جکسون، نقش اجتماعی طبقه نوظهور کارگر در صحنه سیاسی ایالات متحده تثبیت شد. توسعه و پیشرفت صنعتی در ایالت‌های شمالی، صدها هزار کارگر حرفه‌ای را وارد عرصه مناسبات اجتماعی کرد و از آنان یک نیروی تأثیرگذار در مقابل بانکداران و صنعتگران شمالی و زمینداران جنوبی به‌وجود آورد. تحولات آینده موجب گشت حزب دموکرات در میان طبقه کارگر نفوذ کند و گسترش چشمگیری بدست آورد و از این نیروی رشد یابنده در رقابت با جمهوریخواهان بهره گیرد.
۲۰ سال بعد در جریان انتخابات ریاست جمهوری سال ۱۸۴۸، کنوانسیون ملی حزب جمهوریخواهان دموکراتیک، تغییر نام حزب را به تصویب رساند و براساس این تصمیم ” حزب دموکرات ” رسماً متولد شد. در همین کنوانسیون اعضا برای رفع خلأ مدیریت حزب در خلال برپایی ۲ کنوانسیون ملی، کمیته ملی حزب دموکرات (The Democratic National Committee) تشکیل دادند تا به فعالیت‌های حزب سروسامان دهد. این کمیته در حال حاضر، قدیمی‌ترین کمیته حزبی جهان به‌شمار می‌آید.
بروز جنگ داخلی آمریکا میان طرفداران الغای برده داری و هواداران نظام برده داری در سال ۱۸۶۰ برای حزب دموکرات فاجعه آفرید. این حزب به همراه ایالت‌های جنوبی از شمالی‌های جمهوریخواه به سختی شکست خورد و برای چند دهه به یک نیروی سیاسی درجه دوم تبدیل شد.

### احیای قدرت
درآستانه قرن بیستم، دموکرات‌ها به تدریج از لاک دفاعی خود در ایالت‌های سابقاً برده دار جنوبی خارج شده و گروه‌های اجتماعی جدیدی را به سوی خود جلب کردند. علاوه بر مهاجرین جدید، کارگران و اعضای اتحادیه‌های کارگری در طول همین سال‌ها به حزب دموکرات پیوستند. توجه به زندگی فلاکت بار کارگران علاوه بر اینکه پشتوانه قدرتمندی برای دموکرات‌ها به ارمغان آورد، این امکان را برای جنوبی‌های شکست خورده در جنگ داخلی فراهم کرد که از سرمایه داران شمالی انتقام بگیرند.
انتخابات عمومی سال ۱۹۱۲، دموکرات‌ها را بار دیگر به قدرت بازگرداند. وودرو ویلسون نامزد حزب دموکرات با شعار بهبود شرایط زندگی و مبارزه با سرمایه داران بزرگ وارد میدان شد و توانست با یک پیروزی قاطع رقبای خود را شکست دهد.
اما شرایط در دوره دوم ریاست جمهوری ویلسون بسیار تغییر کرد. وی هنگامی مجدداً به کاخ سفید راه یافت که در اروپا، جنگ میان دولت‌های بزرگ شعله‌ور بود و ملت آمریکا با نگرانی تحولات جنگی اروپا را دنبال می‌کرد. ویلسون در جریان مبارزات انتخاباتی خود بارها قول داده بود که ایالات متحده را از جنگ اروپا دور نگه دارد و تلاش نماید صلح عادلانه‌ای را در این قاره برقرار سازد. لیکن تحولات پرشتاب بعدی، خلاف وعده‌های ویلسون را ثابت کرد. وی که در ژانویه ۱۹۱۷ از برابری کلیه ملل، آزادی دریاها، تحدید تسلیحاتی و تشکیل سازمان «اتحاد به منظور صلح» سخن به میان آورده بود در مارس همان سال با حمله مداوم زیر دریایی‌های آلمانی به کشتی‌های تجاری آمریکایی مواجه گشت. این کشتی‌ها نیازهای جنگی و تدارکاتی ارتش بریتانیا و فرانسه را به جبهه جنگ اروپا منتقل می‌کردند. با حمله آلمانی‌ها به کشتی‌های آمریکایی، سرانجام ورود ایالات متحده آمریکا به جنگ جهانی اول اجتناب ناپذیر شد و با اعلان جنگ کنگره ایالات متحده آمریکا علیه آلمان در ۶ آوریل۱۹۱۷ ایالات متحده وارد جنگ جهانی اول شد. این تصمیم بعدها به شکست دموکرات‌ها در انتخابات سال ۱۹۲۰ منجر شد.

### عصر نیو دیل
در فاصله شکست دموکرات‌ها در انتخابات سال ۱۹۲۰ تا پیروزی فرانکلین روزولت در سال ۱۹۳۲، جمهوریخواهان قدرت را در کنگره و کاخ سفید در اختیار گرفتند و برنامه‌های محافظه‌کارانه خود را به اجرا درآوردند. هاردینگ کولینگ و هوور با کنار گذاشتن برنامه‌های اجتماعی دموکرات‌ها، عدم دخالت دولت در اقتصاد را سرلوحه برنامه‌های خود قراردادند؛ بنابراین هنگامی که روز پنجشنبه سیاه در ۲۹ اکتبر ۱۹۲۹ از راه رسید و وخیم‌ترین بحران اقتصادی را با خود به همراه آورده جمهوری خواهان از یافتن راه حلی برای خروج از بحران ناکام ماندند. به‌دنبال آن، ورشکستگی صدها بانک و کارخانه، از بین رفتن پس‌انداز شهروندان و بیکاری، فقر و گرسنگی از راه رسید بدون آنکه دولت بتواند از سقوط اقتصاد جلوگیری به عمل آورد. در چنین شرایط وخیم اقتصادی، حزب دموکرات با فرانکین روزولت به میدان آمد و با طرح نیودیل New Deal در انتخابات سال ۱۹۳۲ به پیروزی رسید.
در سال ۱۹۴۰ هنگامی که پایان دور دوم ریاست جمهوری روزولت نزدیک می‌شد همگان تصور می‌کردند سنت دیرینه جرج واشینگتن حفظ خواهد شد. اما روزولت یکبار دیگر از سوی کنوانسیون ملی دموکرات به عنوان نامزد انتخابات ریاست جمهوری برگزیده شد. اگر چه شروع جنگ جهانی دوم در اروپا در پذیرش این تصمیم مؤثر بود، لیکن شرایط آن زمان نشان داد که فردی بهتر از روزولت نمی‌تواند کشور را از دوران پس از بحران به سلامت خارج نماید؛ بنابراین روزولت یکبار دیگر وارد نبردهای انتخابات ریاست جمهوری ایالات متحده آمریکا شد و به راحتی توانست رقیب جمهوریخواه خود را با فاصله زیاد شکست دهد. بدین ترتیب وی نخستین رئیس‌جمهوری بود که برای ۳ دوره در کاخ سفید ماندگار شد. وی بار دیگر در انتخابات سال ۱۹۴۴ به پیروزی دست یافت و علی‌رغم اینکه از بیماری رنج می‌برد و بر روی صندلی چرخ‌دار نشسته بود، مسئولیت قوه مجریه را بر عهده گرفت. اما بیماری به وی اجازه نداد چهارمین دوره ریاست جمهوری خود را به پایان برساند و در سال ۱۹۴۵ درگذشت. ۶سال پس از مرگ روزولت، اصلاحیه بیست و دوم قانون اساسی ایالات متحده آمریکا به تصویب رسید و مدت زمان ریاست جمهوری را تنها به دو دوره متوالی محدود کرد.
در دوره ریاست جمهوری هری ترومن که از سال ۱۹۴۵ جانشین روزولت شد و در انتخابات ۱۹۴۸ از جانب مردم برگزیده شد، ۲ رویداد مهم و حساس داخلی روی داد. برای نخستین بار در تاریخ ایالات متحده، کنگره از دست رئیس‌جمهور خارج شد و سیستم حکومتی دو حزبی در آن سال به‌وجود آمد. مهم‌تر از آن، تعارض و کشمکش میان دو حزب حاکم بر کاخ‌سفید و کنگره به اندازه دوران پس از جنگ جهانی دوم عمیق و طولانی نبود.

### جامعه بزرگ
۲ دوره ریاست جمهوری دوایت آیزنهاور از راهیابی دموکرات‌ها به کاخ سفید جلوگیری به عمل آورد. اما در انتخابات سال ۱۹۶۰ که نشانه‌های تغییر در جامعه ایالات متحده آمریکا به خوبی نمایانگر بود، دموکرات‌ها یکبار دیگر به پیروزی دست یافتند. جان اف کندی نامزد حزب دموکرات با فاصله اندکی ریچارد نیکسون جمهوریخواه را شکست داد و به عنوان جوان‌ترین رئیس‌جمهور ایالات متحده با ۴۳ سال سن به کاخ‌سفید راه یافت. وی برخلاف کلیه رؤسای جمهور این کشور کاتولیک بود و پیروزی وی، به تسلط مطلق جامعه پروتستان بر زندگی سیاسی آمریکا پایان داد. وی برنامه‌های اجتماعی گسترده‌ای را به کنگره ارائه کرد که اکثراً از سوی نمایندگان محافظه کار هر دو حزب جمهوریخواه و دموکرات رد شد. کندی همچنین گام‌هایی برای رفع تبعیض نژادی در ایالت‌های جنوبی به مرحله اجرا گذاشت. این برنامه‌ها پس از ترور وی در دالاس و توسط لیندون جانسون ادامه یافت.
با ترور کندی در سال ۱۹۶۳، لیندون جانسون معاون وی، مسئولیت ریاست جمهوری را بر عهده گرفت و توانست با پیروزی در انتخابات ۱۹۶۴ یک دوره دیگر در کاخ سفید بماند. وی با شعار «جامعه بزرگ» (Great Society) و با هدف رفع فقر، گرسنگی و تبعیض پا به عرصه انتخابات سال ۱۹۶۴ گذاشت.

### دوران افول
با پایان یافتن دهه ۱۹۶۰، دیدگاه ملت آمریکا در قبال دولتمردان دموکرات تغییر یافت و انگیزه برای انتخاب فرد جدید با شعارهای جدید روز به روز بیشتر قوت گرفت. در انتخابات ریاست جمهوری سال ۱۹۶۸ ریچارد نیکسون از حزب جمهوریخواه به عنوان مردی با ایده‌های جدید راهی کاخ سفید شد. وی و جانشینش جرالد فورد به مدت ۸ سال، دموکرات‌ها را از کاخ سفید دور نگه داشتند تا اینکه رسوایی واترگیت و شکست تحقیرآمیز ارتش آمریکا در ویتنام یکبار دیگر افکار عمومی را برای یک رئیس‌جمهور دموکرات مهیا ساخت. جیمی کارتر با هدف پیشبرد دولت رفاهی و تأکید بر مسائل اخلاقی و حقوق بشر در سال ۱۹۷۶ به پیروزی رسید. وی بلافاصله پس از ورود به کاخ سفید علی‌رغم مخالفت محافظه کاران کنگره، اصلاحات اجتماعی خود را ارائه نمود. کارتر با افزایش مالیات‌ها به جنگ کسری بودجه رفت و در برنامه‌های انرژی ایالات متحده تجدید نظر کرد. در عرصه سیاست خارجی کارتر از یکسو با برپایی کنفرانس کمپ دیوید و صلح میان مصر و اسرائیل به یک دستاورد بزرگ در بحران خاورمیانه و جلب نظر گروه‌های یهودی داخل آمریکا نایل شد و از سوی دیگر دولت وی به دلیل به گروگان گرفته شدن ۵۲ دیپلمات این کشور در تهران فلج گردید.
گروگانگیری در تهران، ۴۴۴ روز طول کشید و تنها زمانی پایان یافت که کارتر در پی شکست از ریگان کاخ سفید را ترک کرده بود. این ماجرا که پس از شکست در جنگ ویتنام بزرگ‌ترین ضربه را به روحیه ملت آمریکا وارد ساخت، یک سال آخر ریاست جمهوری کارتر را کاملاً تحت‌الشعاع خود قرار داد.

### بازگشت به قدرت
هنگامی که عملیات نجات گروگان‌ها در طبس شکست خورد این ماجرا به یک رسوایی کامل بدل گشت. ناکامی در عرصه بین‌المللی شکست کارتر و دموکرات‌ها را در انتخابات ۱۹۸۰ به دنبال آورد و این حزب را به مدت ۱۲ سال از کاخ سفید دور نگه داشت. تا اینکه در سال ۱۹۹۲ بیل کلینتون رهبری دموکرات‌های جوان و لیبرال مسلک را به عهده گرفت و توانست برای ۸ سال و تا پایان قرن بیستم اداره کشور را در دست گیرد.
کلینتون از هنگام ورود به کاخ سفید، طرح‌های جسورانه را به مرحله اجرا گذاشت. وی پس از ۱۲ سال حاکمیت محافظه کاران، مالیات‌ها را افزایش داد و در پایان زمامداری خود ۱۳۰ میلیارد دلار مازاد بودجه بر جای گذاشت. در عرصه مسائل اجتماعی، وی از ورود همجنس گرایان به ارتش حمایت کرد و با کمک همسرش، هیلاری کلینتون تلاش مداومی را برای تصویب قوانین بیمه‌های اجتماعی صورت داد. از سال ۱۹۹۳ که جمهوریخواهان پس از ۴۰ سال کنترل هر دو مجلس کنگره را در دست گرفتند، نبرد میان لیبرال‌ها و محافظه‌کاران شدت گرفت. این نبرد حتی به تعطیلی یک هفتگی دولت فدرال به دلیل تصویب نشدن لایحه بودجه انجامید. محافظه کاران همچنین پرونده‌های حقوقی، مالی و اخلاقی را علیه کلینتون‌ها به راه انداختند. بیل کلینتون در سال ۱۹۹۹ تا یک قدمی استیضاح و برکناری پیش رفت و تنها با یک رأی توانست از چنگ دشمنانش بگریزد. ماجرای رسوایی اخلاقی مونیکا لوینسکی (رسوایی مونیکا گیت)، دو سال آخر ریاست جمهوری کلینتون را تحت‌الشعاع خود قرار داد و حتی ال گور، معاون کلینتون و نامزد دموکرات‌ها در انتخابات سال ۲۰۰۰ را نیز بی نصیب نگذاشت. در جریان انتخابات سال ۲۰۰۰، دموکرات‌ها به رغم تبلیغات سنگین محافظه کاران، به پیروزی در جلب آرای مردمی دست پیدا کردند، اما جمهوریخواهان با کسب اکثریت آرا در انتخابات ایالت فلوریدا، سرانجام پس از ۳۵ روز کشمکش حقوقی و سیاسی، جرج دبلیو بوش را به کاخ سفید فرستادند. بدین ترتیب قرن بیستم که با حاکمیت جمهوریخواهان آغاز شده بود، با حاکمیت دموکرات‌ها پایان یافت.

## اصول کلی

### اقتصاد
این حزب طرفدار دخالت بیشتر دولت و افزایش اختیارات آن در امور اقتصادی است. این حزب عموماً طرفدار افزایش مالیات‌ها است تا بتواند خدمات رفاهی را گسترش دهد.

### انرژی
این حزب در بحث تأمین انرژی طرفدار بهره‌برداری از منابع تجدید پذیر می‌باشد و عموماً مالیات را نیز به گسترش این بخش اختصاص می‌دهد.

### همجنسگرایی و مسائل مرتبط با باروری
حزب دموکرات برای کمتر شدن تبعیض علیه همجنسگرایان و تسهیل دسترسی به حقوق طبیعی همچون دگرجنس‌گرایان تلاش کرده است. این حزب از همجنس‌گرایان حمایت کرده و به برابری در ازدواج مثل افراد دگرجنس‌گرا پافشاری کرده است. دموکرات‌ها همچنین دخالت دولت در امر سقط جنین را قطع کردند و باعث آزادی بیشتر افراد در انجام این عمل شدند.

### امور خارجه
دموکرات‌ها در سیاست خارجه بیشتر طرفدار مصالحه و راه حل‌های دیپلماسی مخصوصاً در رابطه با دو رقیب خود «چین و روسیه» هستند و تمایل کمتری به میلیتاریسم و دخالت نظامی دارند. باورهای مخالف میلیتاریسم همین حزب بود که منجر به تقلیل نیرو در افغانستان و خروج آمریکا از عراق در سال ۲۰۲۱ شد.

## نام و نشان‌ها
این حزب در آغاز خودش را «حزب جمهوریخواه» می‌خواند، جفرسونی‌ها (طرفداران توماس جفرسون) توسط فدرالیست‌های مخالف، برچسب «دموکراتیک» خورده بودند، این کار با امید به تخریب جفرسونی‌ها به عنوان حامیان حاکمیت توده بود. در دوره جکسونی‌ها، اصطلاح «دموکراسی» توسط حزب استفاده می‌شد و نهایتاً در ۱۸۴۴ نام «حزب دموکرات» حل و فصل و نام رسمی حزب شد.
اصطلاح «حزب دموکرات» برای استفاده داخلی بوده است اما از سال ۱۹۵۲ معمولاً به عنوان یک اصطلاح توسط رقبا استفاده شده.
عمومی‌ترین نشان برای این حزب جک-اس یا خر بوده است که می‌توان نمونه‌های آن را در مقاله حزب دموکرات (ایالات متحده آمریکا) نیز مشاهده کرد. دشمنان اندرو جکسون نام او را به «جک-اس» به عنوان یک اصطلاح مضحک از یک حیوان نفهم تحریف کردند. اما دموکرات‌ها از پیامدهای عامیانه آن استقبال کرده و آن را برگزیدند، از این رو این تصویر به یک نشان ماندگار تبدیل شد. بیشترین تأثیر ماندگار آن از کارتون‌های ۱۸۷۰ توماس نست در مجله هفتگی هارپر می‌آید. کارتونیست‌ها راه نست را ادامه دادند و از خر برای اشاره به دموکرات‌ها و از فیل برای اشاره به جمهوری خواهان (تاریخ حزب جمهوری‌خواه ایالات متحده) استفاده کردند.
در اوائل قرن بیستم در ایالت‌های منطقه شمال مرکزی (باختر میانه) همچون ایندیانا، کنتاکی، اکلاهما و اوهایو نشان سنتی و قدیمی حزب دموکرات خروس بود (به عنوان مخالفت با عقاب جمهوری). این نشان هنوز در تعرفه‌های انتخاباتی اکلاهما، کنتاکی، ایندیانا و ویرجینیای شرقی نمایان است. در نیویورک نشان تعرفه انتخاباتی یک ستاره پنج پر است. دموکرات‌های میسوری بیشتر قرن بیستم را از تندیس آزادی برای سمبل تعرفه انتخاباتی شان استفاده کردند. این نشان ادامه یافت تا زمانی که در سال ۱۹۷۶ در میسوری وقتی کاندیداهای لیبرترین اجازه تعرفه انتخاباتی یا Ballot access را به دست آوردند نمی‌توانستند از تندیس آزادی (نماد ملی شان) به عنوان نشان روی تعرفه انتخاباتی استفاده کنند. لیبرترین‌های میسوری تا سال ۱۹۹۵ یعنی زمانی که قاطر به حیوان (نشان) ایالت میسوری تبدیل شد، به جای تندیس آزادی از ناقوس آزادی استفاده کردند. از ۱۹۹۵ تا ۲۰۰۴، آشفتگی ای بین رای‌دهندگان وجود داشت، به صورتی که بلیط دموکراتیک با تندیس آزادی (که پیش تر در ایالت‌های دیگر توسط لیبرترین‌ها استفاده شده بود) نشانه‌گذاری شده و قاطر لیبرترین‌ها (میسوری) به سادگی با خر دموکراتیک اشتباه گرفته می‌شد.
اگرچه هر دو حزب سیاسی بزرگ (و بسیاری از احزاب اقلیت) رنگ‌های سنتی آبی، سفید و قرمز را در تبلیغات و سخنرانی‌هایشان استفاده می‌کنند، اما از انتخابات شب سال ۲۰۰۰ رنگ آبی به رنگ شناخته شده برای حزب دموکرات تبدیل شد، در حالی که رنگ قرمز برای حزب جمهوری‌خواه بود. آن شب برای اولین بار، تمام شبکه‌های خبری و تلویزیونی بزرگ الگوی رنگی یکسانی را برای انتخابات استفاده کردند: ایالت‌های آبی برای ال گور (کاندید دموکرات) و ایالت‌های قرمز برای جرج دبلیو بوش (کاندید جمهوری‌خواه). از آن زمان، رنگ آبی توسط رسانه‌های صوتی تصویری به صورت گسترده برای اشاره به این حزب استفاده شد. این موضوع باعث سردرگمی در بین شاهدان غیر آمریکایی بود زیرا در خارج از ایالات متحده، آبی رنگ سنتی و قدیمی برای جناح راست و قرمز برای جناح چپ است. برای مثال، در کانادا رنگ قرمز به لیبرال‌ها اشاره دارد، در حالی که آبی به حزب محافظه کار (پیرو اصول) کانادا اشاره می‌کند. در پادشاهی متحده بریتانیا، قرمز حزب کارگر را مشخص می‌کند و آبی نمایانگر حزب محافظه کار است. همچنین در آمریکا رنگ آبی هم توسط حامیان حزب برای فعالیت‌های انتخاباتی —به عنوان مثال اکت بلو، بای بلو، بلو فاند— استفاده شده است و هم در سال ۲۰۰۶ توسط خود حزب استفاده شد هر دو طی برنامه‌ای به نام «برنامه قرمز به آبی» که برای حمایت از کاندیداهای دموکراتیک در برابر مقامات جمهوری‌خواه (در دفتر) در انتخابات میان دوره‌ای سال ۲۰۰۶ و روی وب سایت رسمی حزب اجرا شد. در سپتامبر ۲۰۱۰ حزب دموکرات از لوگو یا نشان جدید خود که یک حرف دی (D) آبی وسط یک دایره آبی بود پرده بردای کرد. این اولین نشان کاملاً رسمی حزب بود، در حالی که نشان خر فقط نیمه رسمی شده بود.
روز جفرسون جکسون رویدادی (شام) سالانه برای تأمین نیازهای مالی حزب است که توسط سازمان‌های حزب دموکرات در سراسر ایالات متحده برگزار می‌شود. این مراسم پس از ریاست جمهوری توماس جفرسون و اندرو جکسون، کسانی که حزب از آن‌ها به عنوان اولین رهبران برجسته یاد می‌کند نامگذاری شد.
ترانه «روزهای شاد دوباره اینجا هستند» ترانه غیررسمی حزب دموکرات است. زمانی که فرانکلین دلانو روزولت برای ریاست جمهوری در کنوانسیون دموکراتیک ملی سال ۱۹۳۲ کاندید شد، این سرود به صورت آشکار استفاده شد و همچنان امروز به عنوان یک سرود احساس‌برانگیز برای دموکرات‌ها ادامه دارد. برای مثال، پال شفر پس از اینکه دموکرات‌ها کنگره سال ۲۰۰۶ را برنده شدند این نت(تم یا زمینه موسیقایی) را در برنامه آخر وقت با دیوید لترمن نواخت. آهنگ «نایست» (متوقف نشو) با اجرای فلیتوود مک برای کمپین ریاست جمهوری بیل کلینتون در سال ۱۹۹۲ انتخاب شد، و به عنوان یک ترانه دموکراتیک محبوب باقی ماند. همچنین، ترانه احساس‌برانگیز مشابه «روز زیبا» با اجرای باند یوتو یک تم(زمینه موسیقایی) محبوب برای کاندیداهای دموکرات شد. جان کری این آهنگ را در دوران کمپین ریاست جمهوری سال ۲۰۰۴ خودش استفاده کرد، و بسیاری از کاندیداهای مربوط به کنگره از آن به عنوان یک نوا و سبک جشن گونه در سال ۲۰۰۶ استفاده کردند. قطعه هیاهو برای مرد معمولی یا عوام(Fanfare for the Common Man) از آرون کوپلند به صورت سنتی و رسمی در آغاز کنوانسیون دموکراتیک ملی اجرا می‌شود.

## سازمان‌های زیر مجموعه
- دموکرات‌های سگ آبی Blue Dog Democrats
- انجمن دموکرات‌های آزاد Democratic Freedom Caucus
- دموکرات‌های خارج Democrats Abroad
- شورای رهبری دموکرات‌ها Democratic Leadership Council
- حزب دموکرات دره سان فراندوDemocratic Party of the San Fernando Valley (DP/SFV)
- کالج دموکرات‌ها College Democrats
- دموکرات‌ها برای زندگی آمریکاییDemocrats for Life of America
- انیستیتوی ملی دموکرات‌ها برای امور بین‌الملل National Democratic Institute for International Affairs
- سازمان‌های غیررسمی دموکرات‌ها Unofficial organizations for Democrats
- کمیته انتخاباتی کنگره دموکرات‌ها Democratic Congressional Campaign Committee
- کمیته انتخاباتی سنای دموکرات‌ها Democratic Senatorial Campaign Committee
- دموکرات‌های پیشروی آمریکا Progressive Democrats of America
- دموکرات‌های جوان آمریکا Young Democrats of America
- فدراسیون ملی زنان دموکرات National Federation of Democratic Women